# Флаги Калининградской области
Список флагов муниципальных образований Калининградской области Российской Федерации.
На 1 января 2017 года в Калининградской области насчитывалось 32 муниципальных образования — 19 городских округов, 3 муниципальных района, 4 городских и 6 сельских поселений.

## Флаги городских округов
| Флаг | Наименование                                        | Дата утверждения            | Номер в ГГР |
| ---- | --------------------------------------------------- | --------------------------- | ----------- |
|      | Флаг муниципального образования «Город Калининград» | 28 апреля 1999              | 2500        |
|      | Флаг Багратионовского городского округа             | 18 июня 2003 29 ноября 2006 | 1296        |
|      | Флаг Гвардейского городского округа                 | 21 сентября 2017            |             |
|      | Флаг Гурьевского городского округа                  | 27 апреля 2017              |             |
|      | Флаг Гусевского городского округа                   | 26 апреля 2006              | 2354        |
|      | Флаг Зеленоградского городского округа              | 1 февраля 2016              |             |
|      | Флаг Краснознаменского городского округа            | 22 августа 2002             |             |

| Флаг | Наименование                                               | Дата утверждения                        | Номер в ГГР |
| ---- | ---------------------------------------------------------- | --------------------------------------- | ----------- |
|      | Флаг Ладушкинского городского округа                       | 29 марта 2007                           | 3282        |
|      | Флаг Неманского городского округа                          | 9 июня 2007                             | 3916        |
|      | Флаг муниципального образования «Озёрский городской округ» | 31 мая 2006 29 октября 2010 28 мая 2015 | 2490        |
|      | Флаг Пионерского городского округа                         | 22 мая 2017                             |             |
|      | Флаг Славского городского округа                           | 21 декабря 2004 31 августа 2006         | 1770        |
|      | Флаг Советского городского округа                          | 25 января 2012                          |             |
|      | Флаг Черняховского муниципального района                   |                                         |             |

## Флаги муниципальных районов
| Флаг | Наименование                                          | Дата утверждения | Номер в ГГР |
| ---- | ----------------------------------------------------- | ---------------- | ----------- |
|      | Флаг Нестеровского муниципального района              | 25 августа 2005  | 2008        |
|      | Флаг муниципального образования «Светлогорский район» | 11 февраля 2013  | 8134        |

## Флаги городских поселений
| Флаг | Наименование                                                                 | Дата утверждения | Номер в ГГР |
| ---- | ---------------------------------------------------------------------------- | ---------------- | ----------- |
|      | Флаг городского поселения «Город Балтийск» Балтийского муниципального района | 26 апреля 2011   | 6982        |
|      | Флаг Приморского городского поселения Балтийского муниципального района      | 22 июля 2010     | 6565        |

## Флаги упразднённых МО
| Флаг | Наименование                                                                         | Дата утверждения | Номер в ГГР | Примечания |
|      | Флаг Озерковского сельского поселения муниципального образования «Гвардейский район» | 16 декабря 2009  | 5905        | Законом Калининградской области от 10 июня 2014 года № 319, все муниципальные образования Гвардейского муниципального района — Гвардейское городское поселение, Знаменское сельское поселение, Зоринское сельское поселение, Озерковское сельское поселение и Славинское сельское поселение — были преобразованы в Гвардейский городской округ.                      |
|      | Флаг Зеленоградского городского поселения Зеленоградского района                     | 22 апреля 2011   |             | Законом Калининградской области от 27 апреля 2015 года № 420, все муниципальные образования Зеленоградского муниципального района — Зеленоградское городское поселение, Ковровское сельское поселение, Красноторовское сельское поселение, Переславское сельское поселение и сельское поселение Куршская коса — были преобразованы в Зеленоградский городской округ. |
|      | Флаг городского поселения Железнодорожное Правдинского муниципального района         | 1 июля 2009      | 3426        | Законом Калининградской области от 27 апреля 2015 № 418, 1 января 2016 года все муниципальные образования Правдинского муниципального района — «Правдинское городское поселение», «Железнодорожное городское поселение», «Домновское сельское поселение» и «Мозырьское сельское поселение» — были преобразованы в Правдинский городской округ.                       |
|      | Флаг Правдинского городского поселения Правдинского муниципального района            | 24 июня 1999     | 509         | Законом Калининградской области от 27 апреля 2015 № 418, 1 января 2016 года все муниципальные образования Правдинского муниципального района — «Правдинское городское поселение», «Железнодорожное городское поселение», «Домновское сельское поселение» и «Мозырьское сельское поселение» — были преобразованы в Правдинский городской округ.                       |
|      | Флаг Домновского сельского поселения Правдинского муниципального района              | 9 октября 2009   | 5874        | Законом Калининградской области от 27 апреля 2015 № 418, 1 января 2016 года все муниципальные образования Правдинского муниципального района — «Правдинское городское поселение», «Железнодорожное городское поселение», «Домновское сельское поселение» и «Мозырьское сельское поселение» — были преобразованы в Правдинский городской округ.                       |
|      | Флаг Добровольского сельского поселения Краснознаменского муниципального района      | 30 июля 2009     | 5599        | Законом Калининградской области от 27 апреля 2015 года № 419, 1 января 2016 года все муниципальные образования Краснознаменского муниципального района — «Краснознаменское городское поселение», «Алексеевское», «Добровольское» и «Весновское сельские поселения» — были преобразованы в Краснознаменский городской округ.                                          |

## Упразднённые флаги
| Флаг | Наименование                       | Дата утверждения | Дата отмены     |
| ---- | ---------------------------------- | ---------------- | --------------- |
|      | Флаг Гурьевского городского округа | 18 февраля 2017  | 27 апреля 2017  |
|      | Флаг Пионерского городского округа | 25 февраля 2016  | 27 октября 2016 |
|      | Флаг Пионерского городского округа | 27 октября 2016  | 22 мая 2017     |
|      | Флаг Гусевского городского округа  | 28 декабря 2005  | 26 апреля 2006  |

| Флаг | Наименование                                           | Дата утверждения               | Дата отмены     |
| ---- | ------------------------------------------------------ | ------------------------------ | --------------- |
|      | Флаг муниципального образования «Зеленоградский район» | 3 апреля 2002                  | 30 января 2004  |
|      | Флаг муниципального образования «Зеленоградский район» | 30 января 2004 16 декабря 2015 | 1 февраля 2016  |
|      | Флаг муниципального образования «Светлогорский район»  | 5 октября 2006                 | 11 февраля 2013 |